# Amadjuak Lake
Amadjuak Lake är en sjö i Kanada.   Den ligger i territoriet Nunavut, i den östra delen av landet. Amadjuak Lake ligger 112 meter över havet. Arean är 3 115 kvadratkilometer. Den sträcker sig 94,9 kilometer i nord-sydlig riktning, och 83,1 kilometer i öst-västlig riktning.
Trakten runt Amadjuak Lake är nära nog obefolkad, med mindre än två invånare per kvadratkilometer. Sjön ligger i södra delen av Baffinön och den är den trdeje största i Nunavat. Vid sjön ligger 30 meter höga klippor av kalksten, vad som är ovanlig för den arktiska regionen.